# تيدي تامغو
تيدي تامغو (بالفرنسية: Teddy Tamgho)‏ هو لاعب قفز ثلاثي وقفز طويل فرنسي. هو حاليا حامل الرقم القياسي في مسابقة القفز الثلاثي داخل الصالات بـ 17.92 متر.

## سجل المنافسة
| العام      | المسابقة                                    | المكان           | المركز     | ملاحظة     |
| يمثل فرنسا | يمثل فرنسا                                  | يمثل فرنسا       | يمثل فرنسا | يمثل فرنسا |
| ---------- | ------------------------------------------- | ---------------- | ---------- | ---------- |
| 2007       | بطولة أوروبا لألعاب القوى للناشئين 2007     | أربونة           | 4          | 16.35 م    |
| 2008       | بطولة العالم للناشئين لألعاب القوى 2008     | بيدغوشتش         | 1          | 17.33 م    |
| 2009       | بطولة أوروبا لألعاب القوى داخل الصالات 2009 | تورينو           | 13         | 15.94 م    |
| 2009       | بطولة العالم لألعاب القوى 2009              | برلين            | 11         | 16.79 م    |
| 2010       | بطولة العالم لألعاب القوى داخل الصالات 2010 | الدوحة           | 1          | 17.90 م    |
| 2010       | بطولة أوروبا لألعاب القوى 2010              | برشلونة          | 3          | 17.45 م    |
| 2011       | بطولة أوروبا لألعاب القوى داخل الصالات 2011 | باريس، فرنسا     | 1          | 17.92 م    |
| 2011       | بطولة أوروبا لألعاب القوى تحت 23 سنة 2011   | أوسترافا، التشيك | —          |            |
| 2013       | بطولة العالم لألعاب القوى 2013              | موسكو، روسيا     | 1          | 18.04 م    |

## روابط خارجية
- تيدي تامغو على موقع الاتحاد الدولي لألعاب القوى (الإنجليزية)
- تيدي تامغو على موقع الاتحاد الأوروبي لألعاب القوى (الإنجليزية)
- تيدي تامغو على موقع الاتحاد الفرنسي لألعاب القوى (الفرنسية)
- تيدي تامغو على موقع الدوري الماسي (الإنجليزية)
- تيدي تامغو على موقع اللجنة الأولمبية الدولية (الإنجليزية)